# Wilder (Idaho)
Pour les articles homonymes, voir Wilder.
Wilder est une ville américaine située dans le comté de Canyon en Idaho.
Selon le recensement de 2010, sa population est de 1 533 habitants, estimée à 1 673 habitants en 2016. La municipalité s'étend sur 0,74 mille carré (1,92 km2), dont 0,73 mille carré (1,89 km2) de terres.

## Démographie
| Groupe            | Wilder | Idaho | États-Unis |
| ----------------- | ------ | ----- | ---------- |
| Autres            | 51,1   | 5,3   | 6,4        |
| Blancs            | 44,6   | 89,1  | 72,4       |
| Amérindiens       | 1,8    | 1,4   | 0,9        |
| Métis             | 1,9    | 2,5   | 2,9        |
| Asiatiques        | 0,4    | 1,2   | 4,8        |
| Afro-Américains   | 0,2    | 0,6   | 12,6       |
| Total             | 100    | 100   | 100        |
|                   |        |       |            |
| Latino-Américains | 75,9   | 11,2  | 16,7       |

Selon l'American Community Survey pour la période 2011-2015, 65,41 % de la population âgée de plus de 5 ans déclare parler l’espagnol à la maison, 34,11 % déclare parler l'anglais et 0,48 % l'allemand une autre langue.